# Heptophylla longilamella
Heptophylla longilamella är en skalbaggsart som beskrevs av Zhang 1981. Heptophylla longilamella ingår i släktet Heptophylla och familjen Melolonthidae. Inga underarter finns listade i Catalogue of Life.